# Comté de Mono
Pour les articles homonymes, voir Mono.
Le comté de Mono (en anglais : Mono County) est un comté américain de l'État de Californie. Au recensement des États-Unis de 2020, il compte 13 195 habitants. Le siège de comté est Bridgeport, une localité non incorporée.
La seule municipalité du comté est Mammoth Lakes, située au pied de la Mammoth Mountain et première localité en nombre d'habitants. Walker, Chalfant et Lee Vining sont les autres principales localités. Parmi les points d'intérêt du comté se trouvent la ville fantôme de Bodie et le Mono Lake, d'où le comté tient son nom.
Formé en 1861 à partir de terres du comté de Calaveras, du comté de Fresno et du comté de Mariposa, le comté de Mono donne par la suite une partie de son territoire au comté d'Inyo en 1866.

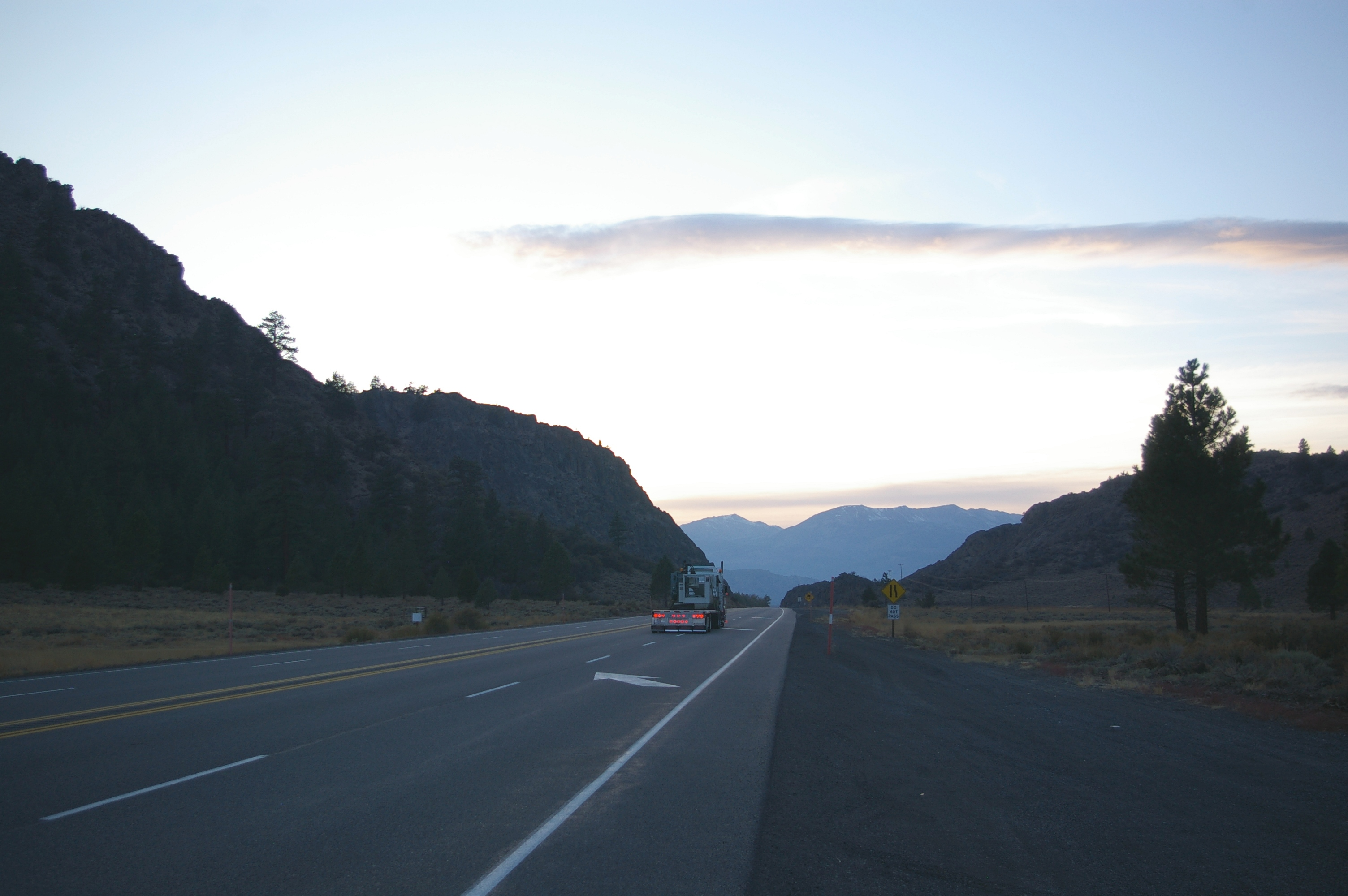
Col de Devils Gate.

## Géographie

### Situation
Le col Donohue constitue la bordure avec le comté de Tuolumne à l'ouest. À l'est se situe le Nevada, où se trouvent le comté d'Esmeralda, le comté de Mineral, le comté de Lyon et le comté de Douglas à la limite avec le comté de Mono.

### Lacs

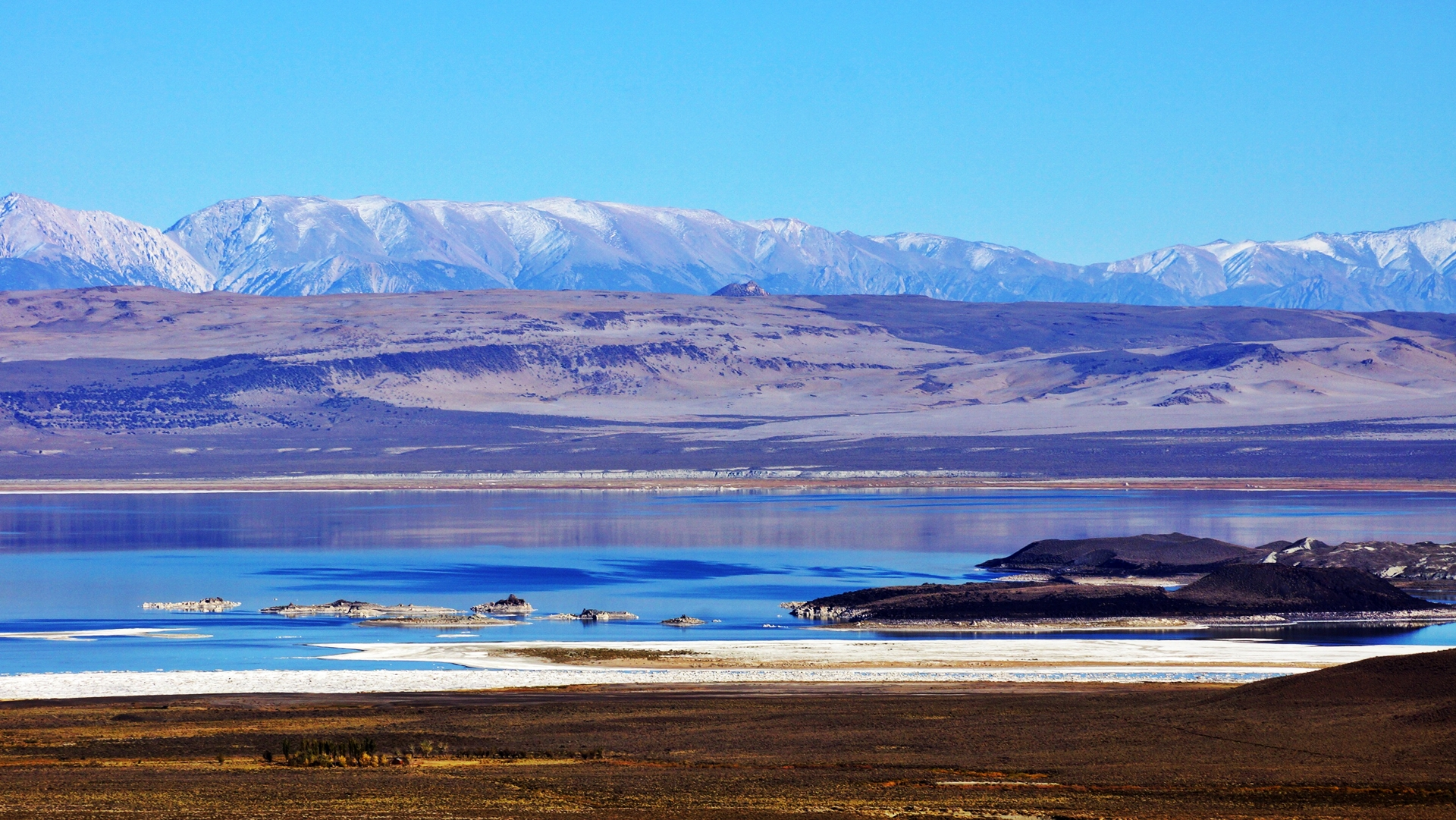
Mono Lake.

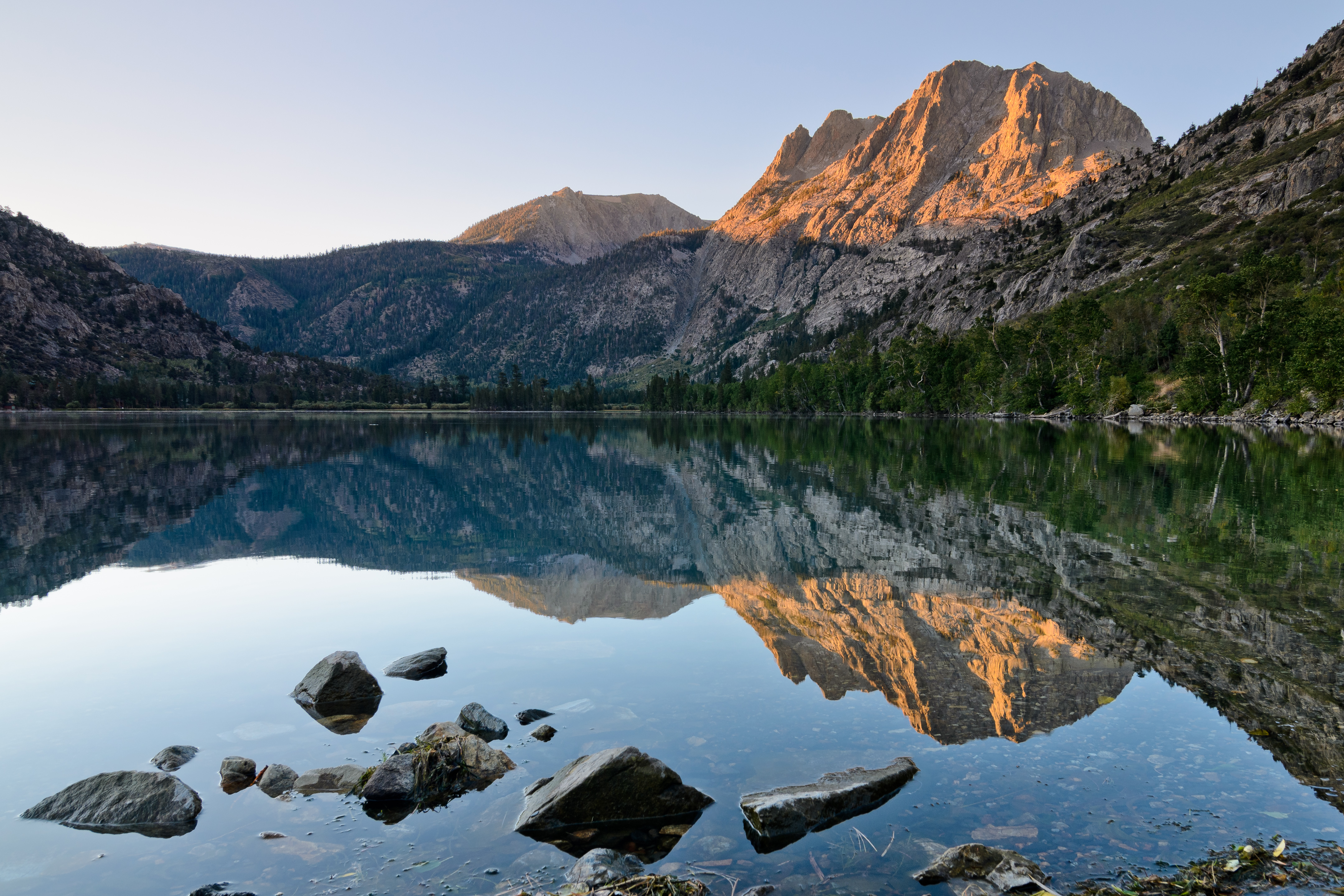
Silver Lake.

Gull Lake.

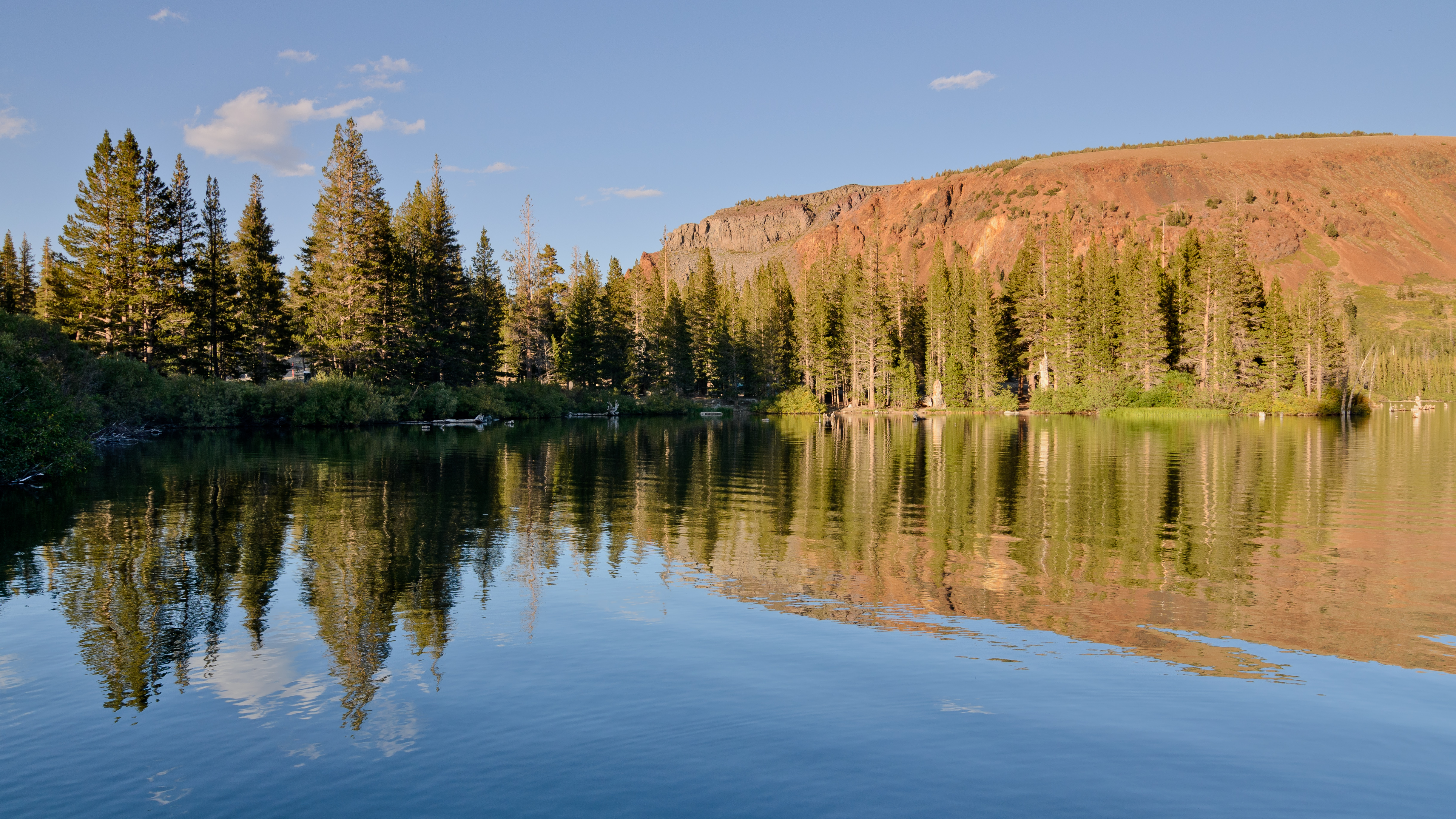
Lake Mary.

## Démographie
Lors du recensement des États-Unis de 2010, la ville compte une population de 14 202 habitants. Elle est estimée, en 2019, à 14 444 habitants.
| 1870 | 1880  | 1890  | 1900  | 1910  | 1920 |
| ---- | ----- | ----- | ----- | ----- | ---- |
| 430  | 7 499 | 2 002 | 2 167 | 2 042 | 960  |

| 1930  | 1940  | 1950  | 1960  | 1970  | 1980  |
| ----- | ----- | ----- | ----- | ----- | ----- |
| 1 360 | 2 299 | 2 115 | 2 213 | 4 016 | 8 577 |

| 1990  | 2000   | 2010   | 2020   | - | - |
| ----- | ------ | ------ | ------ | - | - |
| 9 956 | 12 853 | 14 202 | 13 195 | - | - |